# Ballet del Noroeste del Pacífico
El Ballet del Noroeste del Pacífico (Pacific Northwest Ballet) es una compañía de ballet con sede en Seattle, Washington, en Estados Unidos. Se dice que tiene la mayor asistencia per cápita de Estados Unidos, con 11 000 suscriptores en 2004. La compañía está formada por 49 bailarines y ofrece más de 100 espectáculos a lo largo del año.
El PNB actúa en la sala McCaw del Seattle Center. Es especialmente conocido por su espectáculo del Cascanueces de Stowell/Maurice Sendak, que ha presentado desde 1983 hasta 2014, así como por haber sido llevado al cine. En 2006, la compañía fue elegida para actuar en el Festival Fall for Dance del teatro City Center de Nueva York y en el Festival de Danza Jacob's Pillow.

## Historia
El Ballet del Noroeste del Pacífico se fundó en 1972, tras la residencia de dos meses de la Primera Compañía de Danza de Cámara, como parte de la Ópera de Seattle y con el nombre de Asociación de Danza del Noroeste del Pacífico. Bajo la dirección de Kent Stowell y Francia Russell, originarios del New York City Ballet, se separó de la Ópera en 1977 y adoptó su nombre actual en 1978. Stowell y Russell lo dejaron al final de la temporada 2004-2005. La artista Michele Rushworth pintó un retrato de Stowell y Russell que se instaló en el Phelps Center de Seattle para conmemorar sus carreras y su jubilación. Ambos habían estudiado con George Balanchine y bailado para él.
En julio de 2005, Peter Boal sucedió a Stowell y Russell como director artístico tras su jubilación.
En 2013, la compañía y su orquesta realizaron una gira por Nueva York por primera vez en dieciséis años. El crítico de danza del New York Times, Alastair Macaulay, afirmó de su presentación que "Esta es una verdadera compañía", más "unificada en su comprensión de Balanchine" que el New York City Ballet.
En 2012, el PNB trajo a Twyla Tharp como su primera artista residente durante un año.

## Escuela del Ballet del Noroeste del Pacífico
La Escuela de Ballet del Noroeste del Pacífico se fundó en 1974. Antes dirigida por Francia Russell y ahora por Peter Boal, ha sido considerada como "una de las principales, si no la definitiva, escuela de formación profesional del país". La enseñanza está estructurada sobre la de la Escuela de Ballet estadounidense. El Ballet del Noroeste del Pacífico celebra un curso de verano anual en el mes de julio y está considerado como uno de los principales centros de formación en danza de verano del país.

## Bailarines
El Ballet del Noroeste del Pacífico destaca por elegir bailarines con físico, expresividad y variedad de formas corporales.

### Principales
- Jonathan Batista
- Leta Biasucci
- Kyle Davis
- Angélica Generosa
- Cecilia Iliesiu
- Elle Macy
- James Yoichi Moore
- Elizabeth Murphy
- Lucien Postlewaite
- Lesley Rausch
- James Kirby Rogers
- Dylan Wald

### Solistas
- Madison Rayn Abeo
- Dammiel Cruz-Garrido
- Christopher D'Ariano
- Amanda Morgan
- Miles Pertl
- Christian Poppe
- Sarah-Gabrielle Ryan
- Price Suddarth
- Leah Terada
- Ezra Thomson

### Cuerpo de baile
- Malena Ani
- Ryan Cardea
- Mark Cuddihee
- Abby Jayne DeAngelo
- Luther DeMyer
- Ashton Edwards
- Melisa Guilliams
- Connor Horton
- Zsilas Michael Hughes
- Clara Ruf Maldonado
- Audrey Malek
- Noah Martzall
- Joh Morrill
- Ginabel Peterson
- Juliet Prine
- Kuu Sakuragi
- Yuki Takahashi
- Genevieve Waldorf
- Lily Wills

## Exbailarines célebres
- Patricia Barker[14]
- Chalnessa Eames
- Carrie Imler
- Carla Körbes
- Louise Nadeau[14]
- Kaori Nakamura[20][14]
- Noelani Pantastico
- Miranda Weese

### Reseñas
- NY Times por Alastair Macaulay, 5 de noviembre de 2007
- NY Times por Alastair Macaulay, 25 de septiembre de 2007

- Datos: Q7122574